# 日枝神社 (葛飾区東水元)
日枝神社（ひえじんじゃ）は、東京都葛飾区東水元にある神社。

## 歴史
1663年（寛文3年）に創建された。元々は現在地から700メートル北東に位置していたが、水元公園造成工事に伴い、1978年（昭和53年）に現在地に移転した。
上小合村の鎮守であった。移転前の当社は鎮守の森に覆われ、例祭の時は大変賑わっていたという。旧所在地は小合溜のほとりにあったため、度々水害に遭っており、その都度、社殿の修築を行っている。
境内社として、白髭神社、稲荷神社がある。

## 交通アクセス
- 京成バス水元そよかぜ園バス停より徒歩約7分（経路案内）。
- 金町駅より徒歩約32分（経路案内）。